# Erich Holder
Erich Holder (* 21. März 1901 in Berlin; † 3. Dezember 1974 in Hamburg) war ein deutscher Produktionsleiter, Filmproduzent, Regieassistent, Schauspieler und Regisseur.

## Leben
Erich Holder war seit 1921 beim Film tätig. Seine Karriere begann er als Regieassistent, unter anderem 1925 bei dem Filmdrama Tartüff von Friedrich Wilhelm Murnau. Als Regieassistent war er auch an dem Stummfilm Metropolis von Fritz Lang beteiligt.
In verschiedenen Funktionen arbeitete Holder bei der Universum Film AG (UFA) mit dem Produzenten Bruno Duday zusammen. Holder war Aufnahmeleiter unter anderem bei den Filmen Die Todesschleife (1928), Sprengbagger 1010 (1929) und Ihre Hoheit befiehlt (1930/1931). Als Regieassistent war er an den Filmen Die Todesschleife (1928), Rosenmontag (1930), Der falsche Ehemann (1931), Meine Frau, die Hochstaplerin (1932), Ein toller Einfall (1932), Der weiße Dämon (1932) und Wenn die Liebe Mode macht (1932) beteiligt.
Seit 1931 war er bei der Universum Film AG (UFA) als Regisseur und Produzent vor allem für Filmkomödien und Melodramen zuständig. 1933/1934 war er bei mehreren Filmen als Produktionsassistent für Duday tätig, unter anderem bei den Filmkomödien Inge und die Millionen (1933), Einmal eine große Dame sein (1933/1934) und Die Freundin eines großen Mannes (1934). 1935 führte er Regie bei der Filmkomödie Frischer Wind aus Kanada.
Danach wechselte Holder endgültig zur Filmproduktion und wurde Produktionsleiter bei der UFA. Ende der 1930er Jahre wurde er dort Herstellungsleiter, 1939 schließlich Herstellungsgruppenleiter. Als Produktionsleiter war Holder schwerpunktmäßig in Spitzenproduktionen der UFA eingesetzt, unter anderem bei dem Melodram Schlußakkord mit Lil Dagover sowie bei mehreren Melodramen und Filmkomödien mit Zarah Leander: Zu neuen Ufern, La Habanera und Der Blaufuchs. Als Produzent und Produktionsleiter war er auch für die Überwachung und Fertigstellung der Filme Immensee und Opfergang verantwortlich, die 1942/1943 zeitgleich unter der Regie von Veit Harlan entstanden.
Nach dem Zweiten Weltkrieg setzte Holder seine Tätigkeit als Produktionsleiter und Filmproduzent nahtlos fort. Er war Produktionsleiter bei den frühen Nachkriegsfilmen Sag die Wahrheit (1946) und Herzkönig (1947), den jeweils ersten mit britischer bzw. französischer Genehmigung hergestellten Filmen in den Westzonen.
In den 1950er Jahren war er als Produktionsleiter und Filmproduzent bei verschiedenen Berliner und westdeutschen Filmproduktionsgesellschaften tätig. In den beiden Märchenfilmen Heinzelmännchen und Tischlein deck dich war er auch als Schauspieler zu sehen. So verkörperte er in Die Heinzelmännchen die Rolle des Fleischers.
Gegen Ende seiner Berufslaufbahn wechselte Holder zum Fernsehen; dort war er von 1958 bis 1962 Produktionsleiter bei der Kriminalserie Stahlnetz.

## Filmografie (Auswahl)
- 1925: Tartüff (Regieassistenz)
- 1926: Metropolis (Regieassistenz)
- 1928: Looping the Loop (Regieassistenz)
- 1930: Rosenmontag (Regieassistenz)
- 1934: Einmal eine große Dame sein (Produktionsassistenz)
- 1934: Ein Mann will nach Deutschland (Produktionsleitung)
- 1935: Frischer Wind aus Kanada (Co-Regie)
- 1935: Der höhere Befehl (Produktionsleitung)
- 1936: Schlußakkord (Produktionsleitung)
- 1937: Zu neuen Ufern (Produktionsleitung)
- 1937: La Habanera (Produktionsleitung)
- 1938: Der Blaufuchs (Produktionsleitung)
- 1938: Am seidenen Faden (Produktionsleitung)
- 1939: Die Geliebte (Produktionsleitung)
- 1942: Zwischen Himmel und Erde (Produktion)
- 1943: Immensee (Produktion, Produktionsleitung)
- 1944: Opfergang (Produktionsleitung)
- 1944: Ein fröhliches Haus (Produktionsleitung)
- 1944/49: Wie sagen wir es unseren Kindern?
- 1946: Sag’ die Wahrheit (Produktionsleitung)
- 1947: Herzkönig (Produktionsleitung)
- 1951: Die verschleierte Maja (Produktionsleitung)
- 1952: Der bunte Traum (Produktionsleitung)
- 1953: Briefträger Müller (Produktionsleitung)
- 1954: Phantom des großen Zeltes (Produktionsleitung)
- 1954: Die schöne Müllerin
- 1956: Heinzelmännchen (Produktionsleitung, Schauspieler)
- 1956: Tischlein deck dich (Produktion, Produktionsleitung, Schauspieler)
- 1958–1962: Stahlnetz (Produktionsleitung)